# Eupithecia albosparsata
Eupithecia albosparsata là một loài bướm đêm trong họ Geometridae.